# Déclaration des résistances européennes
La Déclaration des résistances européennes est un texte présentant un projet de fédération européenne, publié le 7 juillet 1944 à Genève à l'initiative d'Ernesto Rossi, Altiero Spinelli, Henri Frenay et d'autres chefs de la résistance européenne.

## Genèse
Cette déclaration fait suite à la réunion en secret chez le pasteur Willem Visser't Hooft, à Genève, les 31 mars, 29 avril et 20 mai 1944 de militants des mouvements de Résistance de plusieurs pays européens qui discutent ensemble des problèmes liés à la reconstruction, après la guerre, d'une Europe démocratique sur des bases fédérales.
Le 20 mai 1944, ils publient le fruit de leur travail, le Manifeste de la Résistance européenne, encore à l'état de projet.
Les 6 et 7 juillet 1944, les délégués de plusieurs mouvements nationaux de résistance se réunissent de nouveau pour adopter et publier la version finale du texte.

## Contenu
Le but de la fédération était de garantir la paix et de permettre la reconstruction économique en mettant fin aux nationalismes et protectionnismes d'avant-guerre, ainsi qu'en intégrant l'Allemagne à égalité avec les autres pays membres, afin de ne pas reproduire les erreurs de 1919.
La principale caractéristique prévue de l'Union fédérale était l'abandon de la souveraineté nationale de chaque État membre ; la défense du territoire et la politique extérieure d'un État membre relèverait de la compétence de l'Union fédérale.
La structure de l'Union fédérale devait être composée de trois organes :
- un gouvernement responsable envers les peuples des États membres
- une armée placée sous les ordres de ce gouvernement, remplaçant les armées nationales
- un tribunal suprême chargé de juger les différends entre États membres ou entre la Fédération et les États.

## Portée
Cette déclaration, très peu connue, n'eut concrètement aucune suite directe.